# Robert Nowotny
Robert Nowotny (* 27. Jänner 1974 in Wien) ist ein ehemaliger österreichischer Volleyball- und Beachvolleyballspieler.

## Karriere

### Karriere Halle
Von 1998 bis 2000 stand der Universalspieler für TJ Sokol Wien am Netz. Mit dem Verein aus der Hauptstadt Österreichs nahm er sowohl an der Austrian Power Fusion Volley League als auch an verschiedenen europäischen Wettbewerben teil.

### Karriere Beach
Von 1996 bis 1998 stand Nowotny bei den meisten Veranstaltungen mit Stefan Potyka auf der gleichen Seite des Spielfelds. Die besten Resultate erreichten die beiden als Finalisten beim Challenge-Turnier 1996 in Ostende und 1998 als Vierte beim gleichwertigen Wettbewerb in Jona. Mit dem neuen Partner Peter Gartmayer reichte es bei der Europameisterschaft 2002 zum Viertel- und ein Jahr später zum Achtelfinale. In der folgenden Saison gelang den Österreichern der Einzug in die Vorschlussrunde der Cape Town Open, ein geteilter neunter Rang beim Heimevent in Klagenfurt sowie die Teilnahme an den Olympischen Spielen. 2005 konnten Gartmeyer und Nowotny ihr Vorjahresergebnis in Klagenfurt bestätigen und bei der Weltmeisterschaft in Berlin ihr zweites Spiel gewinnen. Nach der letzten Veranstaltung des Jahres trennten sich die beiden.
In den folgenden drei Spielzeiten bestritt der aus der Bundeshauptstadt der Alpenrepublik stammende Sportler noch einige Events mit Nik Berger. Das Duo wurde dreizehnter bei den Roseto degli Abruzzi Open, gewann die Grand Masters 2006 am Wiener Rathausplatz und die CEV German Masters 2007 in Hamburg und nahm an zwei weiteren kontinentalen Titelkämpfen teil. Am Ende der Spielzeit 2008 beendete auch Robert Nowotny seine aktive Karriere.

### Trainerkarriere
Von 2009 bis 2016 betreute Nowotny das Beachteam Clemens Doppler / Alexander Horst. Seit 2017 ist der gebürtige Wiener beim Österreichischen Volleyballverband angestellt. In seiner Eigenschaft als Cheftrainer der Nationalteams führte er sein ehemaliges Team zum Gewinn der Silbermedaille bei den Weltmeisterschaften 2017. Seit einiger Zeit ist Robert Nowotny vor allem für den Nachwuchs seines Heimatlandes verantwortlich. Auch in dieser Eigenschaft kann er einige Erfolge vorweisen. So standen während seiner Amtszeit Timo Hammarberg und Tim Berger, der Sohn von Nik Berger, bei den U21-Weltmeisterschaften 2023 im Finale und verloren den dritten Satz mit 13:15 nur äußerst knapp. Die beiden jungen Athleten hatten zuvor schon einen kompletten Medaillensatz bei Nachwuchs-Europameisterschaften gewonnen.

## Auszeichnungen
- 2017:  IBVCA (International Beach Volleyball Coaches’ Association) Trainer des Jahres[3]

## Privates
Robert Nowotny ist verheiratet und hat zwei Kinder. Der Familienvater hat an der Wirtschaftsuniversität Wien BWL mit dem Fachbereich Marketing studiert.